# Екуан (річка)
Екуан (англ. Ekwan River) — річка на півночі провінції Онтаріо (Канада).

## Географія
Річка бере початок в озері Замар на Канадському щиті. Тече в північно-східному, а потім в східному напрямку і впадає в затоку Джеймс навпроти острова Акіміскі. Довжина річки становить 500 км. Басейн річки розташований між басейном річки Уініск (на півночі) і басейном річки Аттавапіскат (на півдні), причому витік річки Екуан розташований всього в декількох кілометрах від витоку річки Аттавапіскат.
Найбільші притоки — Літл-Екуан і Норт-Уашагамі (ліві), Крукед і Мататето (праві).